# Luis de Torres
Luis de Torres   (Moguer, segle XV - Fort Nativitat, 1493) potser nascut com יוסף בן הלוי העברי, Yosef Ben Ha Levy Haivri, («Joseph, fill de Levy l'hebreu»), a Moguer, fou l'intèrpret de Cristòfol Colom en el seu primer viatge a Amèrica i la primera persona d'origen jueu en establir-se en el Nou Món.

## Biografia
Sent jueu, Torres servir com intèrpret del governador de Múrcia a causa del seu coneixement de l'hebreu, mossàrab i àrab. Per evitar l'edicte d'expulsió a més contra els jueus, Torres es va convertir al catolicisme poc abans de l'inici del primer viatge de Colom.
Colom confiava que els coneixements de Torres li podrien ser molt útils per comunicar-se amb els natius (de Cipango (Japó) o Catai (Xina)?). Després d'arribar a Cuba, Colom envià a Torres i al mariner Rodrigo de Xerez en una expedició cap a l'interior el 2 de novembre de 1492. La seva voluntat era explorar el país, contactar amb el seu governant i reunir-ne informació. Els dos expedicionaris foren rebuts amb grans honors en un poblat indígena del que tornaren quatre dies després. Informaren Colom del costum local d'assecar les fulles de tabac, posar-les en canyes, cremar-les i inhalar-ne el fum. Aquesta fou la primera trobada d'un europeu amb el tabac.
Quan Colom va tornar a Espanya el 4 de gener de 1493, Luis de Torres fou un dels 39 homes que es quedà a l'assentament de «La Nativitat», fundat a l'illa de La Hispaniola.
A la tornada a Amèrica, Colom descobrí que l'assentament havia estat destruït a causa dels conflictes interns que havien sorgit, i atacat pels natius com a represàlia pels segrestos de dones natives perpetrats pels espanyols.
El 22 de setembre de 1508, Catalina Sánchez, la vídua de Torres va ser recompensada pel Tresor espanyol en reconeixement dels serveis prestats pel seu difunt espòs.
A les Bahames hi ha dues sinagogues que porten el nom de "Luis de Torres".